# Gavirate
Gavirate é uma comuna italiana da região da Lombardia, província de Varese, com cerca de 9.374 habitantes. Estende-se por uma área de 13 km², tendo uma densidade populacional de 721 hab/km². Faz fronteira com Barasso, Bardello, Besozzo, Biandronno, Casciago, Cocquio-Trevisago, Comerio, Cuvio, Varese.

## Demografia
| Variação demográfica do município entre 1861 e 2011                               |
|                                                                                   |
| Fonte: Istituto Nazionale di Statistica (ISTAT) - Elaboração gráfica da Wikipedia |